# Guðmundur
Guðmundur est un prénom masculin islandais, dérivé du vieux norrois Guðmundr et formé sur les éléments Guð « Dieu » et mundr « protection » ; c'est l'équivalent islandais du prénom Gudmund, porté surtout en Norvège.
Le prénom Guðmundur est à l'origine du patronyme islandais Guðmundsson qui signifie « Fils de Guðmund(ur) ».

## Personnalités pourtant ce prénom
- Guðmundur Arason (1161–1237), évêque islandais ;
- Guðmundur Benediktsson (1974–), joueur puis entraîneur islandais de football ;
- Guðmundur Guðmundsson (1932–), artiste postmoderne islandais ;
- Guðmundur Guðmundsson (1960–), joueur puis entraîneur islandais de handball ;
- Guðmundur Kristjánsson (1989–), footballeur islandais ;
- Guðmundur Steinarsson (1979–), joueur de football islandais ;
- Guðmundur Steingrímsson (1972–), homme politique islandais ;
- Guðmundur Þórarinsson (1992–), joueur de football islandais.